# Gerard Pierre-Charles
Gerard Pierre-Charles (Jacmel, 18 de diciembre de 1935-10 de octubre de 2004) fue un dirigente político haitiano de la Organización del Pueblo en Lucha y antiguo candidato al premio Nobel de la Paz. Estuvo casado con Suzy Castor. 

## Biografía
Quedó huérfano a los 10 años y enfermó de tuberculosis y poliomielitis, enfermedad que lo hizo usar muletas toda su vida. En los 50s fue militante de las juventudes obreras católicas y sindicalista. En 1959 fundó el Partido de la Alianza Popular, junto al escritor Jacques Steven Alexis y el economista Gérald Brisson. Este partido se convitiría en el Partido Unificado Comunista Haitiano (PUCH).
Por su actividad en estos partidos, y específicamente su lucha contra las dictaduras de François Duvalier y Jean-Claude Duvalier, tuvo que exiliarse en México por 25 años durante. Fue profesor de las materias Ciencias Sociales y Economía en El Colegio de México, desde donde dirigió una maestría en estudios de la Región del Caribe. Su principal obra, que le dio reconocimiento internacional, fue Génesis de la revolución cubana. Fue propuesto al Premio Nobel de la Paz en 2003 por su labor para solucionar las permanentes crisis políticas haitianas. Murió a los 68 años de edad en Cuba en 2004.